# Wohnhaus Johann-Heinrich-Voß-Straße 12

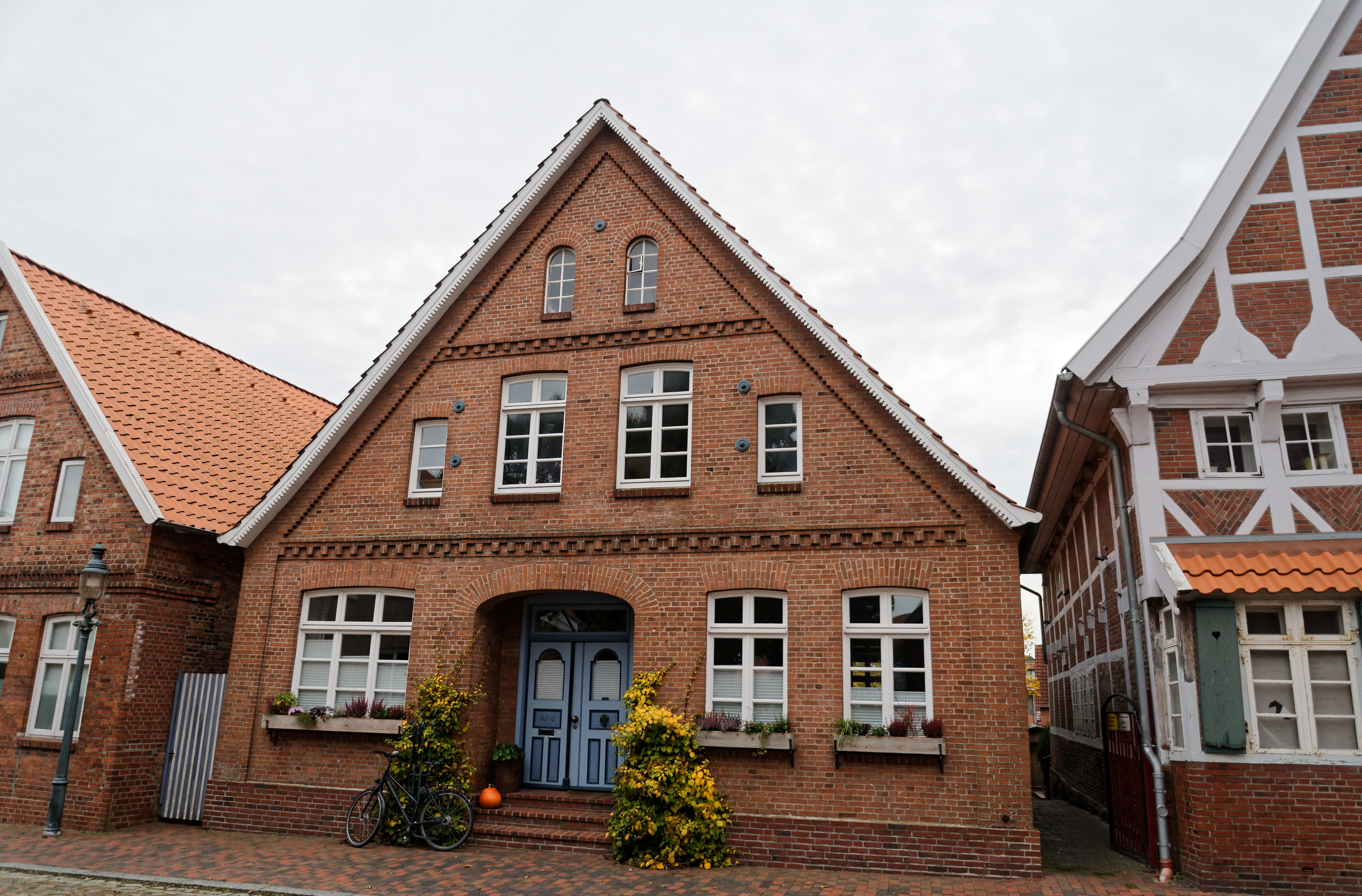
Johann-Heinrich-Voß-Straße 12

Das Wohnhaus Johann-Heinrich-Voß-Straße 12 in der niedersächsischen Samtgemeinde Land Hadeln, Gemeinde Otterndorf, im Landkreis Cuxhaven, wurde im 19. Jahrhundert errichtet. Aktuell (2024) wird es als Wohnhaus und gewerblich genutzt.
Das Gebäude steht unter Denkmalschutz (siehe auch Liste der Baudenkmale in Otterndorf).

## Geschichte und Beschreibung
Otterndorf war der Hauptort des Landes Hadeln. 1400 erhielt er von Herzog Erich von Sachsen-Lauenburg das Stadtrecht. Die ehemalige Wurtsiedlung Otterndorf liegt um die Kirche herum an den Straßen Johann-Heinrich-Voß-Straße und Himmelreich. Sie besteht als Siedlungskern bereits seit dem Mittelalter. Ihre zumeist Fachwerkbauten aus dem 17. und 18. Jahrhundert sind in der Regel giebelständig und damit größtenteils zum ehemaligen Kirchhof ausgerichtet. Zur Wurtsiedlung gehören auch die Alte Lateinschule Otterndorf und das ehemalige Pfarrhaus der Severikirche sowie die Wohnhäuser Johann-Heinrich-Voß-Straße Nr. 2, Nr. 8, Nr. 10, Nr. 12 und Nr. 14.
Das eingeschossige giebelständige verklinkerte Gebäude in Backstein mit ziegelgedecktem Satteldach wurde in der zweiten Hälfte des 19. Jahrhunderts im Stil der Gründerzeit gebaut. Die Fassade hat segmentbogige Öffnungen und geschossteilende Gesimse in Backstein.
Der denkmalgeschützte Straßenraum mit Straßenpflasterung ist ein Bestandteil der Wurtsiedlung.